# Fernando Maria Manzanares Abecasis
Fernando Maria Alberto do Perpétuo Socorro Manzanares Abecasis GCM (Madrid, 30 de Agosto de 1922 - Lisboa, 13 de Outubro de 2003) foi um engenheiro hidráulico português. 

## Biografia
Formado em Engenharia Civil pelo Instituto Superior Técnico da Universidade Técnica de Lisboa, onde viria a leccionar a partir de 1945. 
A sua vida profissional está estreitamente ligada ao Laboratório Nacional de Engenharia Civil, em Lisboa, onde foi Diretor do Serviço de Hidráulica até à sua reforma. Responsável por muitos estudos e projetos importantes entre os quais a Barragem de Cahora Bassa, em Moçambique, a Barragem de Odivelas, em Portugal e a ampliação da praia de Copacabana, no Rio de Janeiro, Brasil.
A 17 de Janeiro de 2006, foi agraciado a título póstumo com a Grã-Cruz da Ordem do Mérito.